# Jonas & Van Geel

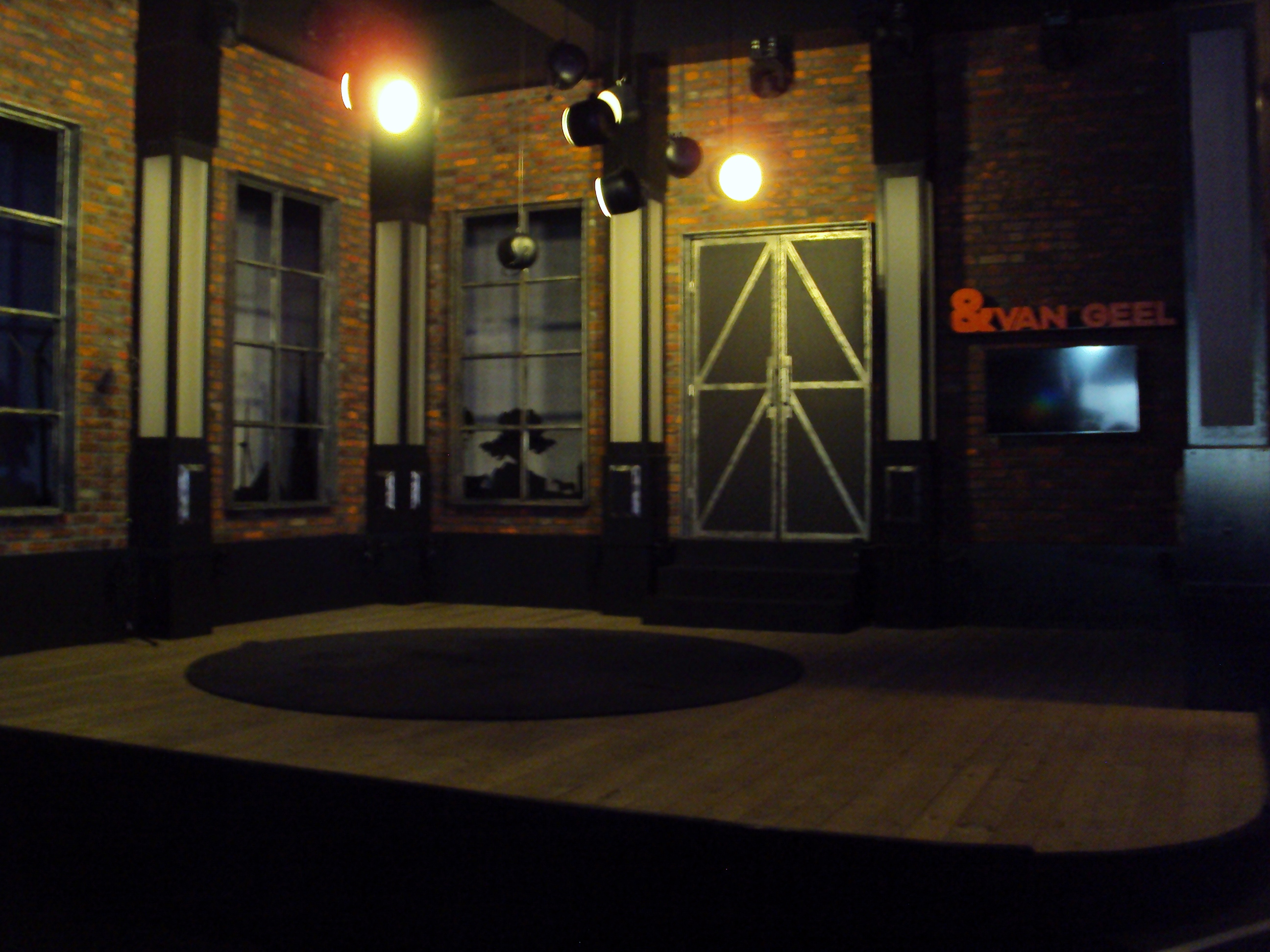
Tweede deel van de opnamestudio van Jonas & Van Geel

Jonas & Van Geel was een talkshow op de Vlaamse commerciële televisiezender VTM, gepresenteerd door Jonas Van Geel. Het programma liep in het najaar van 2015 en kreeg een vervolg in het najaar van 2016. Er werden steeds twee afleveringen per week uitgezonden.

## Concept
In het programma worden bekende gasten op een veelal luchtige manier geïnterviewd en is er ook geregeld ruimte voor muziekoptredens. Er zijn ook een aantal terugkerende rubrieken op te tekenen, zoals Een sms'je doet geen zeer, waarin presentator Van Geel het gsm-toestel van een van zijn gasten kaapt en een gênant tekstbericht naar al diens contactpersonen verstuurt.

## Afleveringen

### Seizoen 1
| Nr. | Uitzending        | Gasten                                                                                          |
| --- | ----------------- | ----------------------------------------------------------------------------------------------- |
| 1   | 2 september 2015  | Nathalie Meskens, Charles Michel, Karen Damen, Kristel Verbeke, Josje Huisman, Gert Verhulst    |
| 2   | 4 september 2015  | Nathalie Meskens, Filip Peeters, Belgisch voetbalelftal, Black Box Revelation                   |
| 3   | 9 september 2015  | Bart Peeters, Billie Bentein, Matteo Simoni, Paul Jambers, Pascale Naessens                     |
| 4   | 11 september 2015 | Bart Peeters, Billie Bentein, Kristof Boxy, Stefan Boxy                                         |
| 5   | 16 september 2015 | Staf Coppens, Mathias Coppens, Koen Wauters, Kim Clijsters, Zara Larsson                        |
| 6   | 18 september 2015 | Staf Coppens, Mathias Coppens, Koen Wauters, The Van Jets                                       |
| 7   | 23 september 2015 | Bart De Pauw, Tom Lenaerts, Cathérine Moerkerke, Quinten De Pauw, Willem Lenaerts, Álvaro Soler |
| 8   | 25 september 2015 | Bart De Pauw, Ben Segers, Umesh Vangaver, Tourist LeMC                                          |
| 9   | 30 september 2015 | Gunther Levi, Chris Van Tongelen, Davy Gilles, Herman Brusselmans, Siska Schoeters              |
| 10  | 2 oktober 2015    | Gunther Levi, Chris Van Tongelen, Davy Gilles, Ian Thomas, Annie Geeraerts                      |
| 11  | 7 oktober 2015    | Slongs Dievanongs, Luk Alloo, Jan Mulder                                                        |
| 12  | 9 oktober 2015    | Regi Penxten, Jan Peumans, Clara Cleymans                                                       |
| 13  | 14 oktober 2015   | Gert Verhulst, Selah Sue, Luc Appermont, Bart Kaëll                                             |
| 14  | 16 oktober 2015   | Gert Verhulst, Selah Sue, Koen Crucke, Margriet Hermans, Jaak Pijpen                            |
| 15  | 21 oktober 2015   | Natalia Druyts, Jan Verheyen, Dimitri Vegas                                                     |
| 16  | 23 oktober 2015   | Natalia Druyts, Sean Dhondt, Koen Wauters, Kris Wauters                                         |
| 17  | 28 oktober 2015   | Kevin Janssens, Ella Leyers, Marcel Vanthilt, Tom Jones                                         |
| 18  | 30 oktober 2015   | Stan Van Samang, Ruth Beeckmans, Gert Verhulst, Jelle Cleymans, Jef Hoogmartens                 |
| 19  | 4 november 2015   | Compilatie                                                                                      |
| 20  | 6 november 2015   | Compilatie                                                                                      |

### Seizoen 2
| Nr. | Uitzending        | Gasten |
| --- | ----------------- | --- |
| 21  | 6 september 2016  | Kobe Ilsen, Josje Huisman, Pieter Timmers                                                                            |
| 22  | 9 september 2016  | Axel Daeseleire, Kevin Janssens, Gunter Lamoot, Goose                                                                |
| 23  | 13 september 2016 | Philippe Geubels, Dana Winner, Chinouk Van Baelen                                                                    |
| 24  | 16 september 2016 | Maaike Cafmeyer, Peter Van den Begin, Ertebrekers                                                                    |
| 25  | 20 september 2016 | Bart Peeters, Adriaan Van den Hoof, Sam De Bruyn, Heidi Van Tielen, Dany Verstraeten, Lisa Van Rossem                |
| 26  | 23 september 2016 | Gert Verhulst, Viktor Verhulst, Coely                                                                                |
| 27  | 27 september 2016 | Kürt Rogiers, Evi Hanssen, Clouseau                                                                                  |
| 28  | 30 september 2016 | Guga Baúl, Bill Barberis, Bazart                                                                                     |
| 29  | 4 oktober 2016    | Danira Boukhriss, Ingeborg Sergeant, Arthur Reijnders, Christophe Stienlet, Hilde Crevits, John Crombez, Calum Scott |
| 30  | 7 oktober 2016    | Eline De Munck, Jef Neve, Milow                                                                                      |
| 31  | 11 oktober 2016   | Robbie Williams, Nathalie Meskens, Hanne Verbruggen, Marthe De Pillecyn, Klaasje Meijer, Ben Weyts, Meyrem Almaci    |
| 32  | 14 oktober 2016   | Urbanus, Jan Jaap van der Wal                                                                                        |
| 33  | 18 oktober 2016   | Staf Coppens, Mathias Coppens, Meryame Kitir, Kristof Calvo, Rag'n'Bone Man                                          |
| 34  | 21 oktober 2016   | Matteo Simoni, Charlotte Timmers                                                                                     |
| 35  | 25 oktober 2016   | Erik Van Looy, Sven De Ridder, Sam Gooris, Liesbeth Homans, Bart Tommelein, Little Mix                               |
| 36  | 28 oktober 2016   | Dimitri Vegas, Hooverphonic                                                                                          |
| 37  | 1 november 2016   | An Lemmens, Laura Tesoro, Gwendolyn Rutten, Wouter Beke, Loïc Nottet, Gert Verhulst, Sam Gooris, Kelly Pfaff         |
| 38  | 4 november 2016   | Gunther Levi, Chris Van Tongelen, Davy Gilles, Lieven Scheire, Admiral Freebee                                       |
| 39  | 8 november 2016   | Compilatie |
| 40  | 11 november 2016  | Compilatie |

## Trivia
- Hoewel het programma vaak de schijn wekt live te worden uitgezonden, wordt het vooraf opgenomen. Wekelijks is er één opnamedag waarop de twee afleveringen van de komende week worden ingeblikt. Op die manier keerden tijdens het eerste seizoen geregeld een aantal gasten uit de eerste aflevering van die week ook terug in de tweede. In het tweede seizoen is men van die terugkerende gasten afgestapt.